# Agnoea
Agnoea är ett släkte av fjärilar som beskrevs av Thomas de Grey Walsingham 1907. Agnoea ingår i familjen Lypusidae.
Kladogram enligt Dyntaxa: